# شلة سيو
شلة سيو هي قرية في مقاطعة سردشت، إيران. عدد سكان هذه القرية هو 16 في سنة 2006.